# Tommaso Gherardi del Testa
Tommaso Gherardi del Testa (* 1814 in Terricciola bei Pisa; † 12. Oktober 1881 in Pistoia) war ein italienischer Lustspieldichter.

## Leben
Gherardi del Testa studierte die Rechte in Pisa und ließ sich dann als Advokat in Florenz nieder. Im Jahr 1848 kämpfte er gegen die Österreicher bei Montanara, dann bei San Silvestro, wo er in die Hände der Kroaten fiel, und wurde eine Zeit lang auf der Festung Theresienstadt gefangen gehalten.
Einen schon vor Ausbruch der Revolution begonnenen Roman:  Il figlio del bastardo, gab er nachher zu Florenz heraus. Fortan aber wendete er sich dem Lustspiel zu. Die Lebhaftigkeit, Frische und Natürlichkeit des Dialogs bei toscanischer Reinheit der Sprache sowie die kecke Laune und der glückliche Humor seiner Erfindungen verschafften den ersten Versuchen sogleich einen bedeutenden Erfolg.
Am populärsten sind aus dieser Epoche geworden:
- Il sistema di Giorgio,
- Cogli uomini non si scherza,
- Il padiglione delle mortelle,
- Il regno di Adelaide,
- Il sistema di Lucrezia .

Späterhin gab er seinen Komödien eine größere Vertiefung und verfolgte ernstere Zwecke, ohne von der ursprünglichen Wirkung seiner frischen Begabung etwas einzubüßen. Auch gestattete die nationale Wiedergeburt Italiens seit 1859 seinem Witz eine freiere Bewegung in politischer Richtung.
- Le false letterate,
- La moda e la famiglia,
- Le scimmie,
- La carità pelosa,
- Le coscienze elastiche,
- Oro ed orpello, besonders aber
- Il vero blasone und  Vita nuova gehören dieser Richtung an.

Seine ungemein zahlreichen Stücke erschienen gesammelt unter dem Titel:  Teatro comico (Florenz 1856–58, 4 Bde.). Außerdem schrieb Gherardi. die Romane:  La farina del diavolo und  La povera e la ricca (1858), ein Sittengemälde, das hier und da an Gil Blas erinnert, sowie eine Anzahl sehr gelungener politischer Gedichte in der Weise Giuseppe Giustis. Gherardi starb am 13. Oktober 1881 auf seiner Villa bei Pistoia, wo er seit Jahren seinen Wohnsitz hatte.